# رجل الحلوى: وداعا للحم (فلم)
رجل الحلوى: وداعا للحم (بالإنجليزية: Candyman: Farewell to the Flesh) ويعرف أيضا بـ «رجل الحلوى 2 (بالإنجليزية: Candyman 2)» هو فيلم رعب تم إنتاجه في الولايات المتحدة وصدر سنة 1995 بطولة توني تود وكيلي روان وهو الجزء الثاني من سلسلة أفلام الرعب «رجل الحلوى».

## القصة
يصل رجل الحلوى إلى نيو أورليانز ويصبح هدفه امرأة شابة قام هو بقتل عائلتها قبل بضع سنوات.

## وصلات خارجية
مقالات تستعمل روابط فنية بلا صلة مع ويكي بيانات